# Livia Spera
Livia Spera is een Italiaans syndicaliste.

## Levensloop
Spera studeerde sociologie aan de Universiteit van Milaan, alwaar ze in 2004 haar master behaalde. Vervolgens studeerde ze aan de Universiteit van Warwick.
In 2005 trad ze in dienst bij de European Transport Workers' Federation (ETF), alwaar ze in mei 2011 werd aangesteld als politiek secretaris van Dockers and Fisheries. In mei 2019 werd ze aangesteld als waarnemend algemeen secretaris in opvolging van de Portugees Eduardo Chagas.